# Sheryl Swoopes
Sheryl Swoopes, född den 25 mars 1971 i Brownfield, Texas, är en amerikansk basketspelare som tog tog OS-guld 2004 i Aten. Detta var USA:s fjärde OS-medalj i dambasket i rad. var även med och tog OS-guld 2000 i Sydney och OS-guld 1996 i Atlanta. Senast spelade hon för Tulsa Shock under säsongen 2011.